# Eduardo Gauggel
José Eduardo Gauggel Rivas, né le 2 janvier 1954 à Santa Rosa de Copán et mort le 10 avril 2015 à San Pedro Sula, est un juge, propriétaire terrien, éleveur de chevaux et homme politique hondurien,.

## Biographie

### Avocat et juge
Diplômé en Sciences juridiques et sociales de l'université nationale autonome du Honduras (UNAH), il devient avocat. Durant sa carrière, il est enseignant, directeur d'études, recteur de l'université de San Pedro Sula et conservateur des hypothèques. Il est nommé membre de la Cour suprême du Honduras et représentant du Honduras à la Cour de justice centraméricaine (CJC),.

### Politique
Membre du Parti libéral comme son père, il est candidat à la candidature de son parti en vue des élections présidentielles de 2012, avant de se désister en faveur de Mauricio Villeda. Depuis 2014, il siège comme député au Parlement centraméricain,.

### Mort
Le 10 avril 2015, il est assassiné en compagnie de son fils, José Eduardo de Jesús Gauggel Medina, ingénieur et député au Congrès national (Parlement du Honduras),.